# Baru (Batang Kuis)
Baru is een bestuurslaag in het regentschap Deli Serdang van de provincie Noord-Sumatra, Indonesië. Baru telt 5774 inwoners (volkstelling 2010).